# 謝爾斯特勒姆岩
謝爾斯特勒姆岩（英語：Kjellstrøm Rock），是南極洲的岩石，位於南喬治亞群島，處於努涅斯角西北面1公里，由英國研究隊所命名，由英國海外領土管轄。